# フィリップスブルク包囲戦 (1734年)
フィリップスブルク包囲戦（フィリップスブルクほういせん、ドイツ語: Belagerung von Philippsburg）は、ポーランド継承戦争中の1734年5月末から7月18日にかけて行われた、ライン川流域のフィリップスブルクの包囲。ベリック公ジェームズ・フィッツジェームズ率いるフランス軍10万はライン川流域で進軍、一方オーストリア軍は6万人が5月1日にフィリップスブルクの補強に派遣された。老将プリンツ・オイゲン率いる救援軍3万5千（プロイセン王太子フリードリヒも同伴していた）は包囲を解こうとしたが失敗した。6月12日、ベリック公は塹壕を視察している最中に砲弾に直撃され戦死、指揮はアスフェル侯爵とノアイユ公爵が引き継いだ。要塞は1か月後に降伏、駐留軍は武人の礼遇を受けてマインツ要塞へ撤退した。
アスフェル侯爵は戦役での貢献によりフランス元帥に叙され、ヴットゲナウは中将に昇進した。

## 背景
1733年2月1日にポーランド王アウグスト2世が死去すると、ポーランド王位は息子のアウグスト3世と元国王スタニスワフ・レシチニスキの2人が請求した。フランス軍を載せた艦隊がブレストを出港すると、スタニスワフは秘密裏にドイツを通過して9月8日にワルシャワに到着、12日には選挙セイムでポーランド王に選出された。
アウグスト3世を支持したロシアとオーストリアは選挙の結果を聞くと、ポーランドに侵攻した。正規軍を持たなかったスタニスワフは9月22日にダンツィヒへ逃げ、フランスが約束した援軍を待った。10月5日、アウグスト3世はロシア軍の保護のもと、ワルシャワでポーランド王に即位した。グレートブリテン王国、ネーデルラント連邦共和国、スウェーデン、デンマーク＝ノルウェー、ヴェネツィア共和国はオーストリアとロシアによるポーランド侵攻を開戦事由として認め、中立を宣言した。ナポリ王国を奪取しようとしたスペインとミラノ公国を奪取しようとしたサルデーニャ王国はフランス側についた。
フランスの宮廷ではルイ15世の取り巻きであるコンティ公、ウー伯、クレルモン伯、シャロレー伯、ベル＝イル、リシュリュー公、そしてアウグスト3世の異母弟モーリス・ド・サックスはジェームズ・フィッツジェームズ元帥のもと、ラインラント侵攻軍を編成、オーストリアをポーランドから引き離しつつロレーヌ公国を獲得しようとした。
1733年秋、フランス軍はライン川を渡河、ストラスブール近くのケールを包囲した。要塞の占領には成功したが、12月には冬の訪れによりライン川の西側へ撤退した。冬の間、オーストリアのプリンツ・オイゲン元帥はハイルブロンで帝国軍を編成し、フランス軍に対抗しようとしたが、1734年春の時点の人数はフランス軍の7万人よりはるかに下回っていた。
ゴットフリート・エルンスト・フォン・ヴットゲナウ帝国男爵は1733年12月にフィリップスブルク要塞の指揮官に任命された。要塞はボロボロの状態であり、堀がほとんど埋め立てられて一部の場所で城壁に容易に近づけられる状態だった。ヴットゲナウは守備の要を洪水線と定めた。城の周りを水浸しにすることで、包囲軍は沼地を潜り抜けてからにしか要塞に攻め込むことができず、守備策としては有効な戦術であった。一方工兵のゲルハルト・コルネリウス・フォン・ヴァルラフェ（Gerhard Cornelius von Walrave）は以前の包囲では要塞の東側に攻撃が集中したため、東側の修理と改良に重点を置いた。1734年春までにこれらの準備はほとんど完成したが、駐留軍は工兵、砲兵と弾薬が不足していた。

## 包囲
1734年5月末、フランス軍はフィリップスブルク要塞の包囲をはじめた。包囲軍は46個大隊であり、うち14個がライン川左岸、ほぼ同数が右岸にあり、陸から要塞への接近を不可能にした。右岸の軍のうち、半分は包囲に専念し、残り半分は包囲軍を救援軍から守った。5月26日、フランス軍は要塞を包囲するように1万2千人で外側の塹壕を掘り始めた。
包囲はベリック公の指揮下で進んだが、彼は6月12日に前線の包囲工事を視察しているときに砲弾に直撃されて死亡した。これにより包囲軍の指揮はアスフェル侯爵が執った。6月19日、プリンツ・オイゲンは皇帝カール6世の命令を受けて、すでに7万人にまで膨れ上がった軍を率いてフィリップスブルクへ進軍、包囲を解こうとした。6月27日、オイゲンの軍はブルッフザールに到着した。アスフェル侯爵は対処として追加の舟橋を掛けて騎兵の渡河を加速させ、包囲軍の一部を引き抜いてオイゲン軍の対処にあたった。さらに7月5日に大雨が降り、陣地の一部が水浸しにされたこともフランス軍に不利に働いたが、オイゲンはこれらの状況をうまく利用することができずに撤退した。
7月17日までにフランス軍は内側の堀まで侵入、要塞の中心を脅かしていた。ヴットゲナウはオイゲンと連絡を取ろうとしたが出来ず、翌日に降伏した。